# Лозенец (район)
Вижте пояснителната страница за други значения на Лозенец.
„Лозенец“ е един от 24-те административни района на Столична община.
Към 15 юни 2023 г. в района живеят 63 214 души по настоящ адрес и 67 093 души по постоянен адрес.
Обхваща кварталите „Лозенец“, „Хладилника“, западната част на кв. „Витоша“ (да не се бърка с „район Витоша“), източната част на квартал „Кръстова вада“, ж.г. Зоопарк, югозападната част на Борисовата градина, местността около Софийския зоопарк, както и Промишлена зона Хладилника (ПЗ Хладилника).
Границите на района са: 
- на север и североизток – бул. „Арсеналски“, бул. „Черни връх“, бул. „Евлоги и Христо Георгиеви“, бул. „Драган Цанков“
- на изток – бул. „Пейо К. Яворов“, ул. „Стоян Михайловски“, бул. „Симеоновско шосе“
- на юг – бул. „Околовръстен път“
- на запад – бул. „Черни връх“, ул. „Хенрик Ибсен“, ул. „Козяк“, ул. „Богатица“

## Квартали
- Борисова градина (Карта)
- Витоша (Карта)
- Градина (Карта)
- Група-Зоопарк (Карта)
- Зоопарк (Карта)
- Кръстова вада (Карта)
- Лозенец (Карта)
- Хладилника (Карта)
- Хладилника (промишлена зона) (Карта)

## Население

### Етнически състав
Преброяване на населението през 2011 г.
Численост и дял на етническите групи според преброяването на населението през 2011 г.:
|                     | Численост | Дял (в %) |
| Общо                | 53 080    | 100.00    |
| Българи             | 48 108    | 90.63     |
| Турци               | 308       | 0.58      |
| Цигани              | 37        | 0.06      |
| Други               | 623       | 1.17      |
| Не се самоопределят | 158       | 0.29      |
| Неотговорили        | 3846      | 7.24      |

## Училища
Висши
- Факултет по математика и информатика, Факултет по химия и фармация и Физически факултет на Софийския университет.
- Университет по архитектура, строителство и геодезия

Средни
- Национална финансово-стопанска гимназия
- 21 СУ „Христо Ботев“
- 35 СУ „Добри Войников“
- Национална природо-математическа гимназия „Акад. Любомир Чакалов“
- Софийска духовна семинария „Св. Иван Рилски“
- Софийска гимназия по строителство, архитектура и геодезия „Христо Ботев“
- Техникум по облекло „Княгиня Мария Луиза“
- Частна професионална гимназия „Банкер“

Основни
- 107 ОУ „Хан Крум“
- 120 ОУ „Георги Раковски“
- 122 ОУ „Николай Лилиев“
- 139 ОУ „Захари Круша“

## Забележителности
- Софийски зоопарк
- София Ленд (закрит)
- Хотел „Кемпински Зографски“ *****
- Хотел „Хемус“ ***
- Клинична база „Лозенец“ (по-известна със старото си име Правителствена болница)
- Болница „Токуда“
- Площад „Кръста“
- Водната кула
- Мол „Paradise Center“